# Piotrków Trybunalski
Piotrków Trybunalski [ˈpjɔtrkuf trɨbuˈnalski] är en stad belägen i centrala Polen strax söder om Łódź med cirka 80 000 invånare. Staden var tidigare residensstad för vojvodskapet Piotrkowskie, men införlivades 1999 i Łódź vojvodskap efter att tidigare nämnda vojvodskap upplösts. Orten fyller, på grund av sitt centrala läge och det faktum att flera viktiga vägar passerar genom den, en viktig funktion som "logistikcentral". Ett av de många företag som har distributionscenter i Piotrków är Ikea.

## Bilder

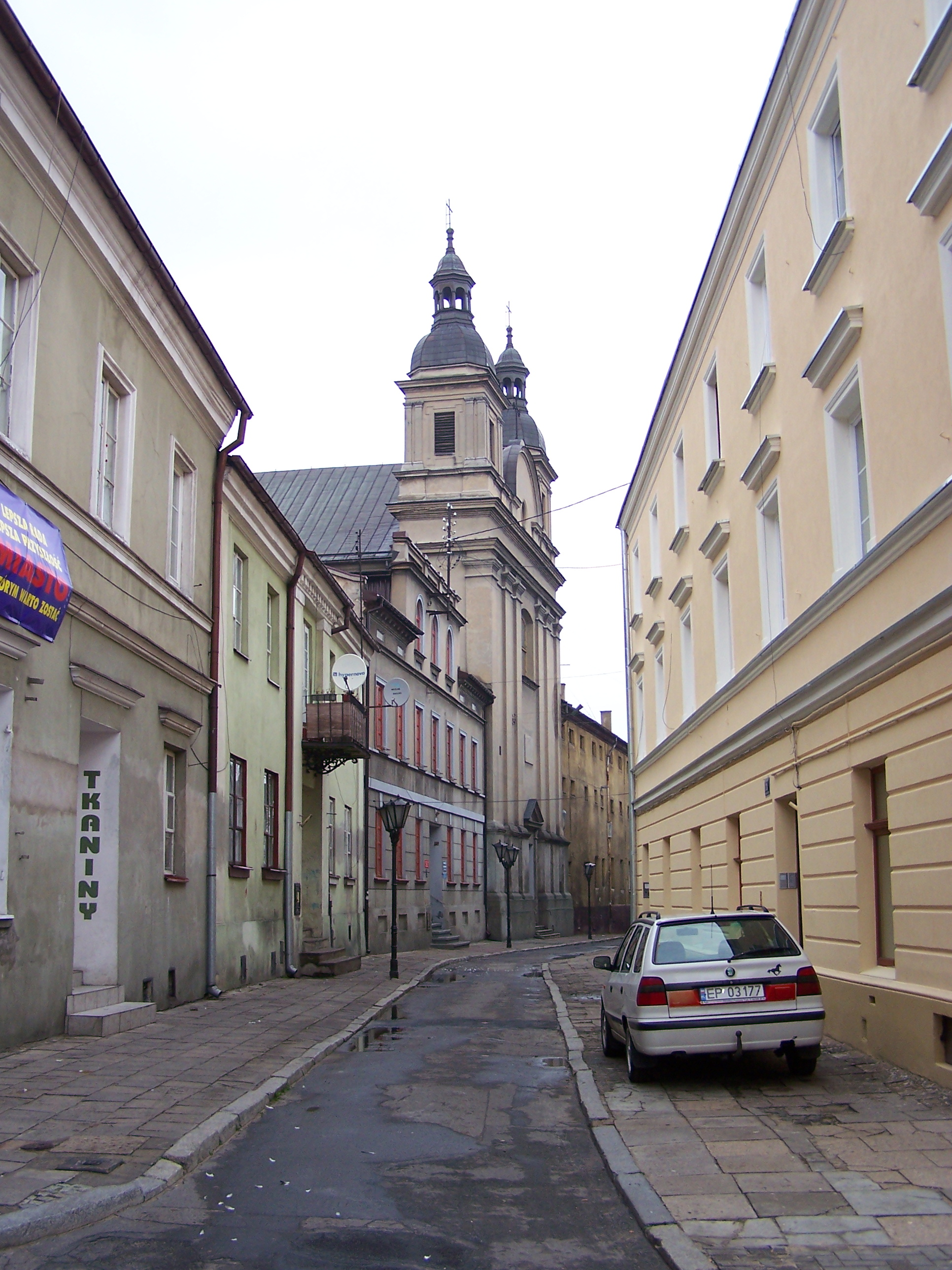
Gamla stan.